# 新島々駅
新島々駅（しんしましまえき）は、長野県松本市波田赤松にある、アルピコ交通上高地線の駅で同線の終着駅である。駅番号はAK-14。

## 歴史
- 1922年（大正11年）
  - 9月26日：筑摩鉄道の波田駅 - 島々駅間開業に伴い[2][4]、赤松駅（あかまつえき）として駅開業[3][5]。所属線を島々線とする[2]。
  - 10月31日：筑摩鉄道が社名を筑摩電気鉄道に変更する[2]。
- 1932年（昭和7年）12月2日：筑摩鉄道が社名を松本電気鉄道に変更する[2]。
- 1955年（昭和30年）4月1日：路線名を島々線から上高地線に変更する[2]。
- 1966年（昭和41年）10月1日：島々駅からのターミナル機能移設に伴い新島々駅に改称[2][1]。
- 1983年（昭和58年）9月28日：台風10号による土砂災害で不通、当駅 - 島々駅間が休止となる[2]。
- 1985年（昭和60年）1月1日：当駅 - 島々駅間が廃止、終着駅となる[2]。
- 2002年（平成14年）7月20日：駅舎を改築[6]。
- 2011年（平成23年）4月1日：松本電気鉄道の合併に伴い、社名をアルピコ交通に変更[2]。
- 2020年（令和2年）：アルピコ交通創立100周年を記念し当駅の駅名標デザイン変更。
- 2022年（令和4年）2月17日：交通安全と観光振興を祈念し、駅構内（改札内）に「新島々駅鉄道神社」を設置。祭神は穂高神社より勧請[7][8]。
- 2025年（令和7年）3月1日：これまで始発から最終発までだった窓口の営業時間を始発から19時ちょうどに短縮。

## 駅構造
島式ホーム1面2線を有する地上駅で、直営駅だが窓口は始発から19時までの営業である。ホームと駅舎は構内踏切で連絡を行えるが、この踏切に警報器はない。発車ベルがある。駅前に上高地方面へのバスの発着拠点である新島々バスターミナルを併設している。列車到着時のみ改札が開始される。
自動券売機を設置し、当駅からの鉄道・バスの片道乗車券を発売している。出札窓口はバス窓口も兼ねており、一部駅までの硬券乗車券や長野や東京都区内などJR線連絡の乗車券も購入できる。また改札内には精算窓口があり、当駅までの精算のほか、上高地方面へ向かう旅客には松本からの鉄道・バス乗継乗車券も発売する。構内に新島々鉄道神社がある。改札外に待合室がある。サイクルトレイン（予約制）の利用可能な駅の１つで松本行きの乗車のみ利用可能である。
廃止された旧島々駅方面への線路が西へ数十メートル残されており、日中の車両点検・列車交換・夜間留置に使われており過去には出発信号機も撤去されずに長らく残っていた。その当時は使用停止状態となっており横を向いていた。島式ホームはどちらにものりば番号がなく、駅舎側が副本線で日中に輸送余剰となる車両の留置に使われることが多い。また、2020年にはアルピコ交通創立100周年を記念して、当駅の駅名標デザインを刷新した。長野県のマスコット「アルクマ」、松本市のマスコット「アルプちゃん」、上高地線のイメージキャラクター「渕東なぎさ」（名前は渕東駅と渚駅が由来）がそれぞれ描かれている。

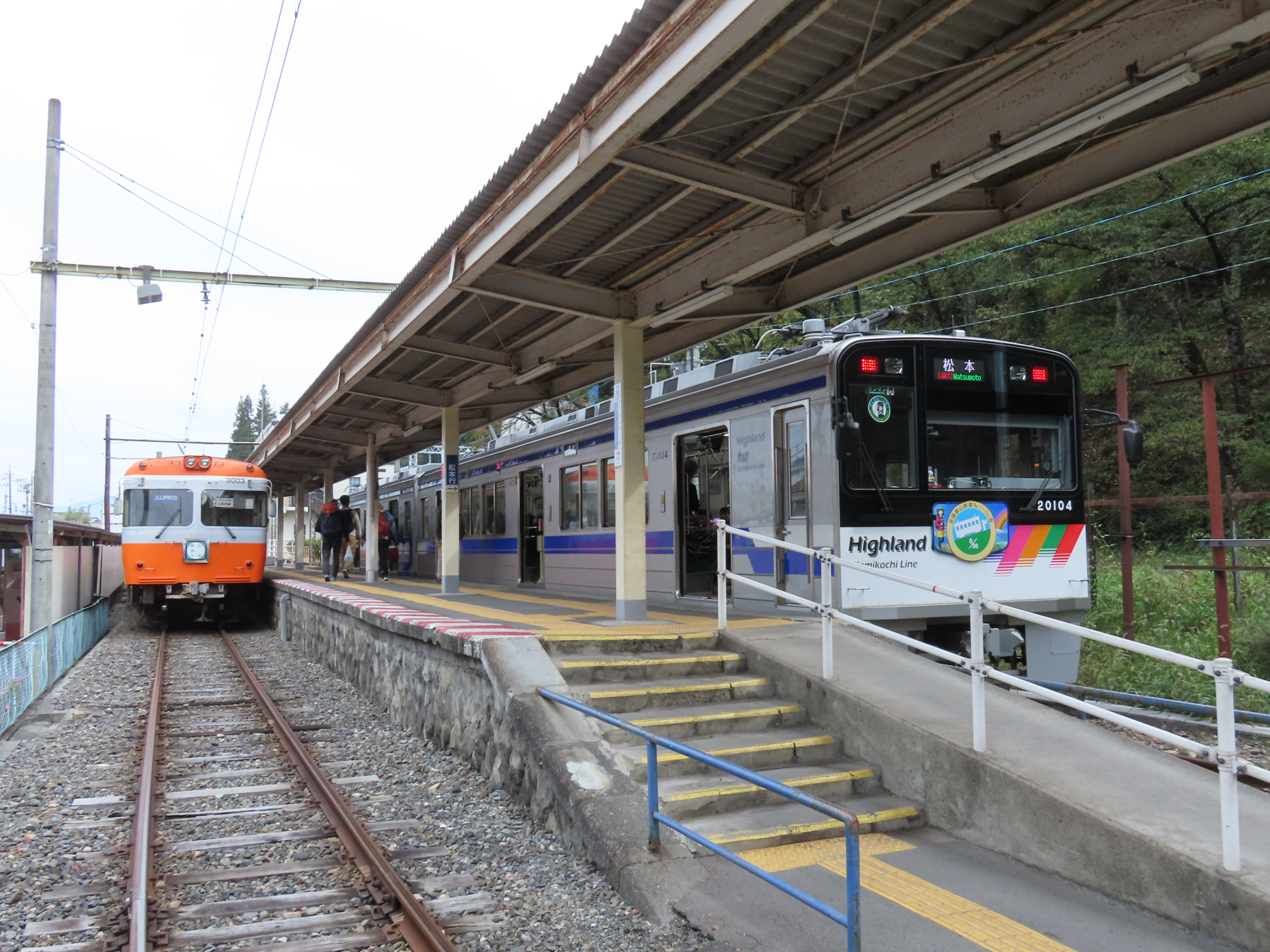
ホーム（2024年10月）
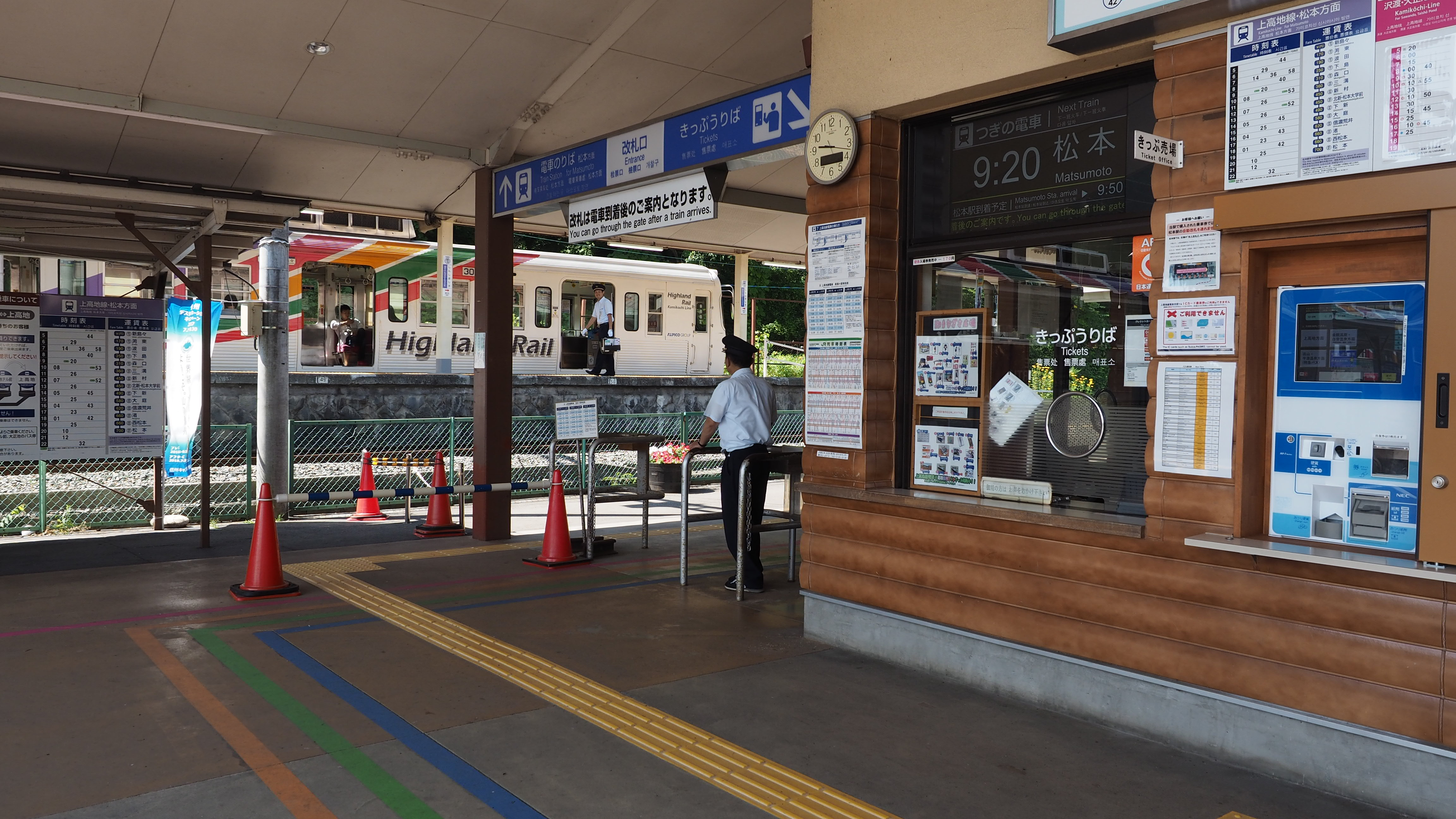
改札（2018年7月）

## 利用状況
「松本市統計書」によると、1日平均の乗車人員は以下の通りである。
| 乗車人員推移 | 乗車人員推移 |
| 年度         | 1日平均人数  |
| ------------ | ------------ |
| 2009         | 236          |
| 2010         | 233          |
| 2011         | 230          |
| 2012         | 258          |
| 2013         | 252          |
| 2014         | 241          |
| 2015         | 265          |
| 2016         | 271          |
| 2017         | 258          |

## 駅周辺
- 梓川[3]
- 国道158号

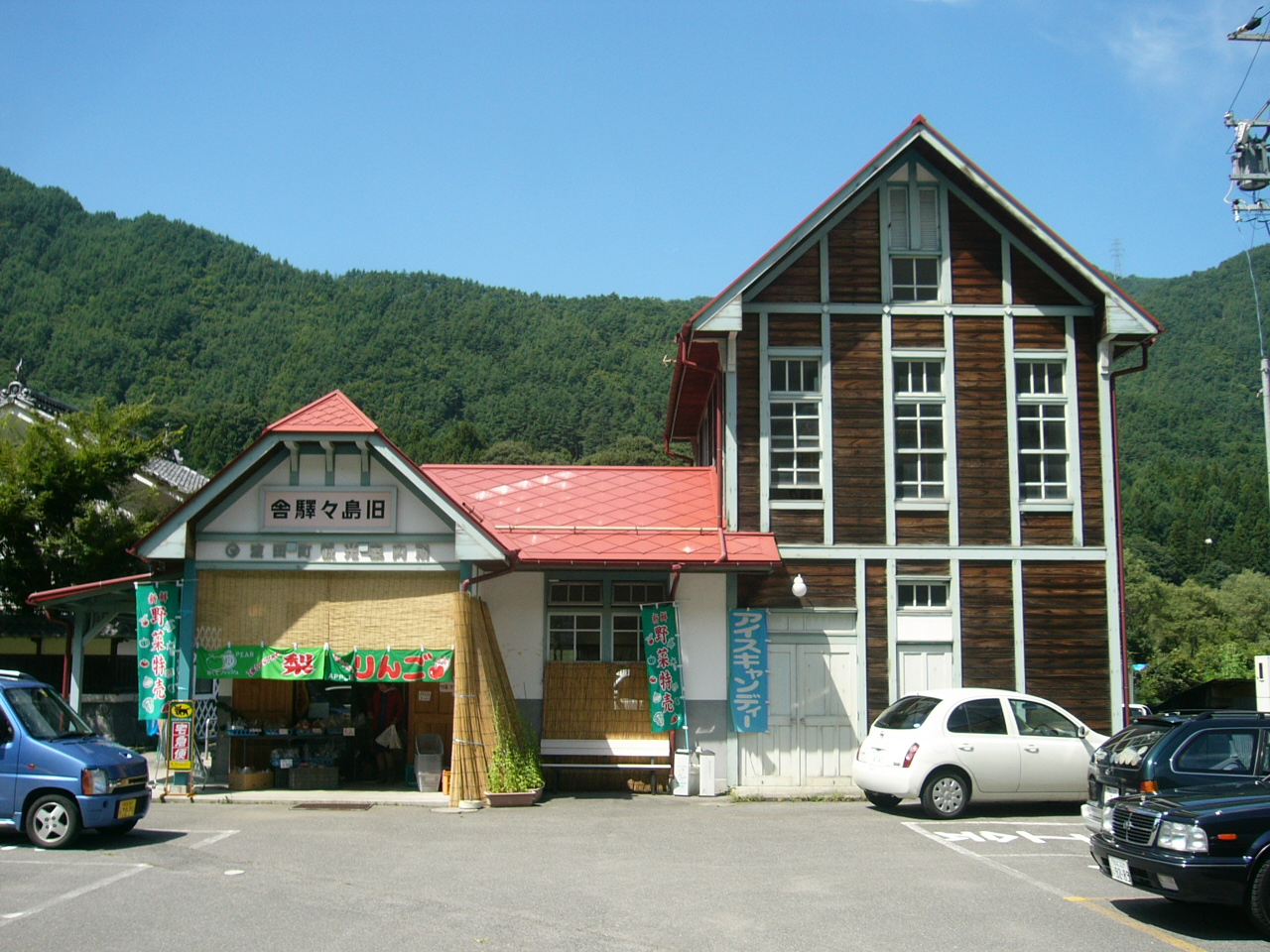
旧島々駅舎「波田町観光案内所」（2006年）

- 松本市波田観光案内所 - 旧島々駅舎の復元施設。2022年解体[11]。
- パークアンドライド駐車場
- レゾナック赤松発電所
- 梓川導水路
- 上海渡分水工
- 波田堰、中信平左岸幹線、梓川補給水路、中信平右岸幹線
- 八景山公民館（北岸）
- 八景山橋

## バス路線

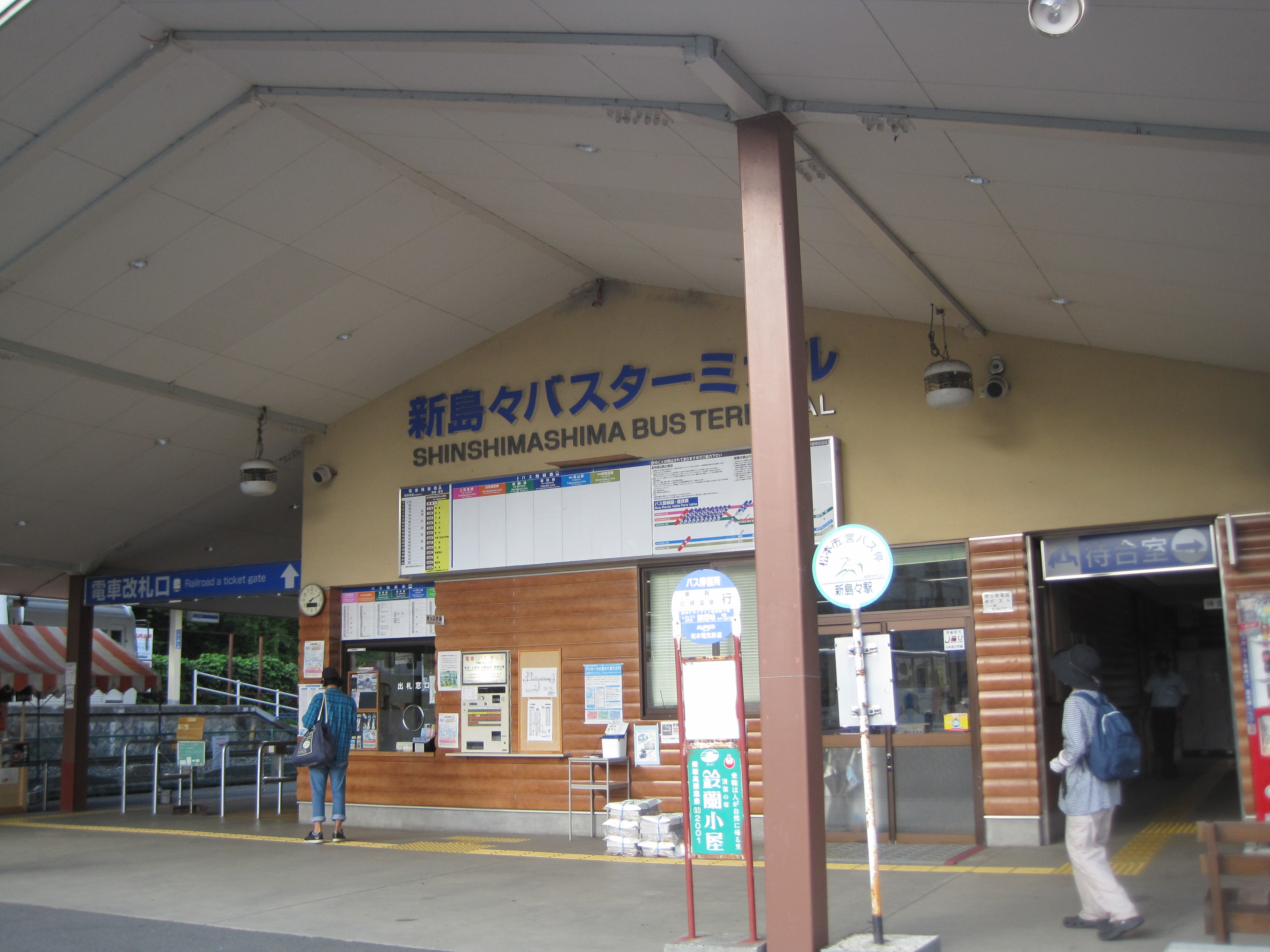
バスターミナル窓口

アルピコ交通バス（通称・松本電鉄バス）の新島々営業所（新島々バスターミナル）が併設されており、バスは駅前の操車場から発着している。
- 高速バス・特急バス
  - 高山・新穂高温泉・東京（さわやか信州号）方面
- 一般路線バス
  - アルピコ交通 - 上高地・乗鞍・白骨温泉方面[9][12]
  - 松本市営バス - 川浦方面
  - 波田循環バス

## 隣の駅
アルピコ交通
■上高地線
渕東駅（AK-13） - 新島々駅（AK-14） （ - 島々駅 ※1985年廃止）